# برادر خورشید، خواهر ماه
برادر خورشید، خواهر ماه (ایتالیایی: Fratello Sole, Sorella Luna) فیلمی ایتالیایی-بریتانیایی در سبک زندگینامه‌ای به کارگردانی فرانکو زفیرلی است که در سال ۱۹۷۲ منتشر شد.

## بازیگران
- والنتینا کورتزه
- آدولفو چلی
- الک گینس
- کنت کرانام
- لی لاسون
- گراهام فاکنر
- جودی باوکر
- کارلو پیساکانه
- فورتوناتو آرنا
- ماسیمو فوسکی